# 徐州市
徐州市，简称徐，古称彭城，是中华人民共和国江苏省下辖的地级市，位于江苏省西北部，市境东接连云港市、宿迁市，南界安徽省宿州市、淮北市，北邻山东省的菏泽市、济宁市、枣庄市、临沂市。地处苏鲁皖三省交界，黄淮平原东南部，地势西高东低，以平原为主，有云龙山、泉山、九里山等山丘。境内属淮河流域沂沭泗河水系下游，京杭运河贯穿全境，废黄河、沂河、沭河、奎河等流经。东南有骆马湖，西北有微山湖。徐州为徐州都市圈核心城市，也是中國国家历史文化名城。京沪、陇海两条重要铁路在此交汇，2019年被纳入长三角一体化规划。市政府驻云龙区昆仑大道1号。

## 历史

### 古代
上古时期，徐州相传为尧所封大彭氏国地，是中国夏商时期东方重要的方国，曾多次协助夏朝和商朝平叛。《竹书纪年》中首次提到大彭氏国是在“启十五年”。 武丁四十三年，商王以其不再进贡为由讨伐大彭国，此后这里便转由商朝直接统治。
春秋时期，宋国在此地设彭城邑。至战国时，宋国弃睢阳而迁都彭城。周赧王二十九年，宋灭，彭城属楚，谓之西楚。秦始皇五年，初置彭郡于彭城，后又改置彭城县，属泗水郡。
秦末民變后，彭城成为西楚霸王项羽的都城，今市内户部山上戏马台传为其操练兵马的旧址。徐州一带也成为楚汉相争的重要战地，多场重要战役以此为主战场。汉高祖刘邦，是“沛丰邑中阳里”人（现徐州丰县）。因“丰生沛养”，多认为是沛县人（现徐州沛县）。天下平定后，高祖分封其弟刘交为楚王，定王都为彭城，是较大的诸侯国。后由于受到削藩政策的影响，第三代楚王刘戊参与景帝时期的“七国之乱”，兵败后又被逐步消弱。
东汉初年，光武帝刘秀封其子刘英为楚王，都彭城。明帝十四年（公元71年），刘英自杀，楚国除，更名为彭城郡。88年，汉章帝之子刘恭徙封彭城王，从此徐州为彭城国的都城，直至公元220年，彭城国被曹魏废除。东汉之徐州刺史部先后治郯县（今山东省郯城县）、下邳（今睢宁县古邳镇东北），曹魏时移治彭城，今天的徐州首次成为徐州州治所在。南北朝时期，徐州作为南北接壤地带，统治权曾多次易手。
唐朝武德四年（621年）置徐州。后历代为徐州州治。北宋时，大文豪苏东坡曾任徐州太守，留下了众多的历史遗迹，如黄楼、快哉亭、放鹤亭、东坡石床、苏堤等。
北宋太平兴国七年（982年），割下邳县置淮阳军，并以宿迁县属之。原属京东路，元丰元年（1078年），割属京东西路。崇宁时户六万四千四百三十，口一十五万二千二百三十七。贡双丝绫、綢、绢。下辖五县：彭城县、沛县、萧县、滕县、丰县。二监：宝丰监、利国监。地入金朝后属山东西路，贞祐三年（1215年）九月，改隶河南路。户四万四千六百八十九。下辖五镇、三县：彭城县、萧县、丰县。
明朝时徐州属南直隶下辖的徐州直隶州，下辖：今徐州市区（含铜山区及贾汪区）、四县：丰县、沛县、萧县、砀山县。
清朝初年，徐州先后为江南省和江苏省所属的直隶州，雍正十一年（1733年），徐州由直隶州变更为徐州府，辖领1散州：邳州、7县:丰县、沛县、萧县、砀山县、铜山县、睢宁县、宿迁县。

### 近现代
1912年中华民国成立之初，全国废府州厅改县，故徐州府废，存铜山县，后设徐海道，辖徐州八县及海州等地，治所为铜山县第一区（现徐州市区）。汪精卫政府1939年2月19日日将铜山县第一区析置为徐州市，曾短暂为新設的淮海省省会。抗战胜利后，国民政府保留了徐州市，属江苏省。
1948年12月，中国人民解放军攻克徐州，1949年，徐州市与连云市（今连云港市）由山东省代管。中华人民共和国建立初期代之以苏南、苏北、鲁中南等行政公署并辖于华东大行政区，徐海地区被划入鲁中南行政公署。1952年底，苏南、苏北重建江苏省，徐海地区再度劃歸复设的江苏省，为省辖市，此时期徐州市与徐州专区并存，徐州专区驻徐州市。1953年时，徐州市下辖五区：一区、二区、三区、四区、贾汪矿区。徐州专区下辖二市：徐州市、新海连市；十县：铜山县、丰县、沛县、萧县、砀山县、邳县、睢宁县、新沂县、东海县、赣榆县。
1954年12月11日，原属徐州“老八县”的萧县、砀山县划归安徽省。1983年徐州市开始辖县。2008年起在经济、社会、文化建设等方面重新崛起，并积极融入以上海为中心的长三角经济圈，对外开放程度也逐步提高。2010年9月，原铜山县撤县并区后，徐州市区总面积增至约3057平方公里，目前居江苏省第四位。

## 地理

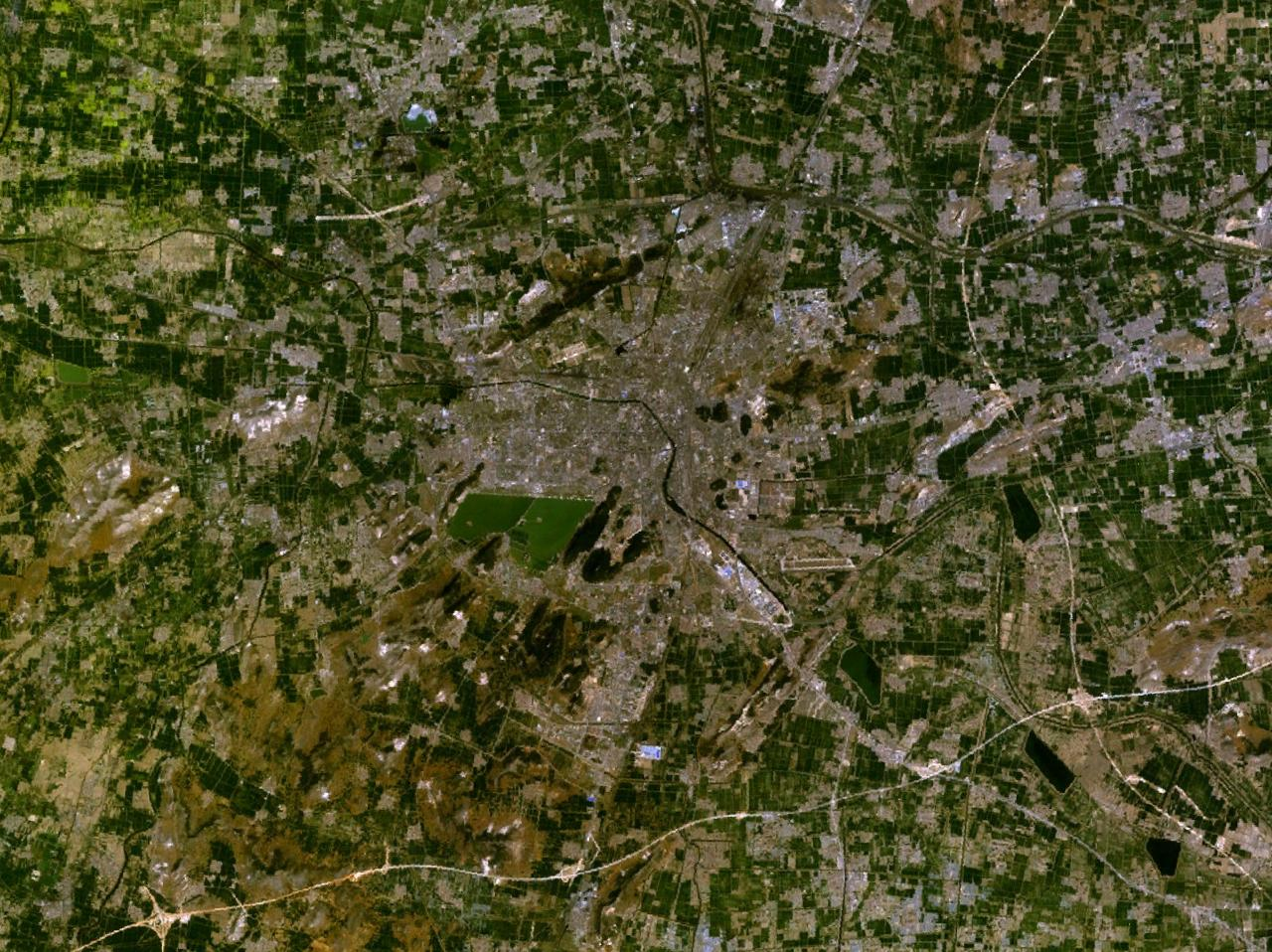
徐州市卫星图像

徐州地处黄淮平原中部，属北方与南方的过渡地带，四周环山，平原、丘陵相间，属江苏省内平均海拔较高的市。徐州有大洞山、泉山、皇姑山、拉犁山、云龙山、小泰山、卧牛山等山峰，其中主城区有72座山头。位于贾汪区北部的大洞山为全市海拔最高点。徐州市全境森林覆盖率达30%以上，市区(主要建成区)绿化覆盖率达40%以上，均居江苏省各城市首位。
徐州的河流有故黄河、京杭运河、沂河、沭河等。其中，黄河在南宋建炎二年（1128年）改道，经由徐州城东北，夺淮入海。至清咸丰五年（1855年），黄河再度改道，经山东入渤海。留下现在的黄河故道。黄河流经徐州期间，决堤频繁，对徐州人民的生产生活造成较大影响。现在的徐州城有“城上城”之说，就是因为黄河几度淹城，泥沙淤积所致。
徐州市地处北亚热带季风气候北缘。地域东西的海洋影响程度有差异（东部属北亚热带季风性湿润气候），受东南季风影响较大。年日照时数为2138小时，年日照百分率48％，年平均气温15.3℃，年均无霜期约220天，年均降水量845.5毫米，雨季降水量占全年的60％。气候资源较为优越，有利于农作物生长。主要气象灾害有旱、涝、风、霜、冻、冰雹等。气候特点是：四季分明，光照充足，雨量适中，雨热同期。四季之中春、秋季短，冬、夏季长，春季天气多变，夏季高温多雨，秋季天高气爽，冬季寒冷干燥。

但由于近些年来徐州市的森林覆盖率和市区水域面积不断增加，徐州市特别是市区地区的气候条件和临近的城市略有不同，而是与徐州以南的长江流域相仿。近年来年降水量已接近长江流域城市平均水平，呈现出北方城市少有的临水生态。
| 徐州市气象数据（1991年至2020年） | 徐州市气象数据（1991年至2020年） | 徐州市气象数据（1991年至2020年） | 徐州市气象数据（1991年至2020年） | 徐州市气象数据（1991年至2020年） | 徐州市气象数据（1991年至2020年） | 徐州市气象数据（1991年至2020年） | 徐州市气象数据（1991年至2020年） | 徐州市气象数据（1991年至2020年） | 徐州市气象数据（1991年至2020年） | 徐州市气象数据（1991年至2020年） | 徐州市气象数据（1991年至2020年） | 徐州市气象数据（1991年至2020年） | 徐州市气象数据（1991年至2020年） |
| 月份                             | 1月                              | 2月                              | 3月                              | 4月                              | 5月                              | 6月                              | 7月                              | 8月                              | 9月                              | 10月                             | 11月                             | 12月                             | 全年                             |
| -------------------------------- | -------------------------------- | -------------------------------- | -------------------------------- | -------------------------------- | -------------------------------- | -------------------------------- | -------------------------------- | -------------------------------- | -------------------------------- | -------------------------------- | -------------------------------- | -------------------------------- | -------------------------------- |
| 历史最高温 °C（°F）              | 19.8 (67.6)                      | 25.9 (78.6)                      | 30.1 (86.2)                      | 34.8 (94.6)                      | 38.2 (100.8)                     | 40.6 (105.1)                     | 43.4 (110.1)                     | 38.2 (100.8)                     | 36.2 (97.2)                      | 34.5 (94.1)                      | 29.0 (84.2)                      | 21.3 (70.3)                      | 43.4 (110.1)                     |
| 平均高温 °C（°F）                | 5.6 (42.1)                       | 9.1 (48.4)                       | 14.8 (58.6)                      | 21.4 (70.5)                      | 26.7 (80.1)                      | 30.7 (87.3)                      | 31.8 (89.2)                      | 30.8 (87.4)                      | 27.2 (81.0)                      | 21.9 (71.4)                      | 14.4 (57.9)                      | 7.7 (45.9)                       | 20.2 (68.36)                     |
| 日均气温 °C（°F）                | 1.0 (33.8)                       | 4.1 (39.4)                       | 9.5 (49.1)                       | 16.0 (60.8)                      | 21.5 (70.7)                      | 25.8 (78.4)                      | 27.7 (81.9)                      | 26.8 (80.2)                      | 22.5 (72.5)                      | 16.5 (61.7)                      | 9.2 (48.6)                       | 2.9 (37.2)                       | 15.3 (59.5)                      |
| 平均低温 °C（°F）                | −2.6 (27.3)                      | 0.1 (32.2)                       | 4.8 (40.6)                       | 10.8 (51.4)                      | 16.4 (61.5)                      | 21.2 (70.2)                      | 24.3 (75.7)                      | 23.5 (74.3)                      | 18.5 (65.3)                      | 12.0 (53.6)                      | 5.0 (41.0)                       | −0.8 (30.6)                      | 11.1 (51.98)                     |
| 历史最低温 °C（°F）              | −17.3 (0.9)                      | −23.3 (−9.9)                     | −7.6 (18.3)                      | −1.4 (29.5)                      | 4.8 (40.6)                       | 12.4 (54.3)                      | 15.9 (60.6)                      | 13.4 (56.1)                      | 5.0 (41.0)                       | −1.0 (30.2)                      | −8.3 (17.1)                      | −13.5 (7.7)                      | −23.3 (−9.9)                     |
| 平均降水量 mm（）                | 18.4 (0.72)                      | 20.9 (0.82)                      | 32.3 (1.27)                      | 36.8 (1.45)                      | 64.3 (2.53)                      | 118.4 (4.66)                     | 238.3 (9.38)                     | 152.6 (6.01)                     | 70.3 (2.77)                      | 38.5 (1.52)                      | 35.6 (1.40)                      | 19.1 (0.75)                      | 845.5 (33.28)                    |
| 平均降水天数（≥ 0.1 mm）         | 4.3                              | 4.9                              | 5.7                              | 6.7                              | 6.7                              | 7.4                              | 12.8                             | 11.2                             | 7.4                              | 5.7                              | 5.9                              | 4.2                              | 82.9                             |
| 平均相對濕度（％）               | 66                               | 63                               | 60                               | 61                               | 63                               | 65                               | 78                               | 80                               | 74                               | 69                               | 70                               | 67                               | 68                               |
| 月均日照時數                     | 137.3                            | 145.9                            | 189.8                            | 215.1                            | 227.0                            | 203.4                            | 182.4                            | 181.2                            | 178.2                            | 179.4                            | 152.6                            | 145.7                            | 2,138                            |
| 可照百分比                       | 44                               | 47                               | 51                               | 55                               | 53                               | 47                               | 42                               | 44                               | 48                               | 52                               | 49                               | 48                               | 48                               |
| 来源：中国气象局                 |                                  |                                  |                                  |                                  |                                  |                                  |                                  |                                  |                                  |                                  |                                  |                                  |                                  |

## 政治

### 现任领导
| 机构     | · 中国共产党 · 徐州市委员会 | 徐州市人民代表大会 常务委员会 | 徐州市人民政府    | · 中国人民政治协商会议 · 徐州市委员会 |
| 职务     | 书记                        | 主任                          | 市长              | 主席                                  |
| -------- | --------------------------- | ----------------------------- | ----------------- | ------------------------------------- |
| 姓名     | 宋乐伟                      | 王安顺                        | 沈峻峰            | 王强                                  |
| 民族     | 汉族                        | 汉族                          | 汉族              | 汉族                                  |
| 籍贯     | 山东省潍坊市                | 安徽省淮北市                  | 江苏省如皋市      | 江苏省徐州市                          |
| 出生日期 | 1969年10月（55歲）          | 1964年4月（61歲）             | 1970年3月（55歲） | 1964年11月（60歲）                    |
| 就任日期 | 2022年5月                   | 2022年3月                     | 2025年6月         | 2022年3月                             |

### 行政区划
徐州市现辖5个市辖区、3个县，代管2个县级市。
- 市辖区：鼓楼区、云龙区、贾汪区、泉山区、铜山区
- 县级市：新沂市、邳州市
- 县：丰县、沛县、睢宁县

另外，徐州经济技术开发区为徐州市设立的国家级经济技术开发区，下辖5街道办事处、1镇。

## 交通

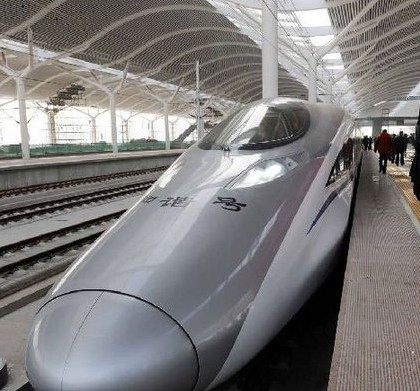
徐州东站站台

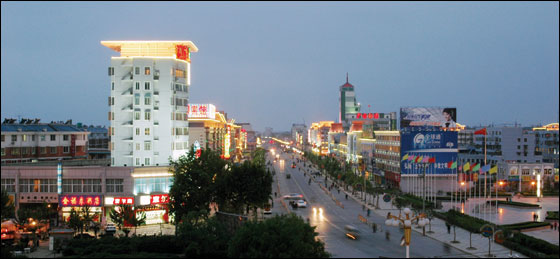
元府路

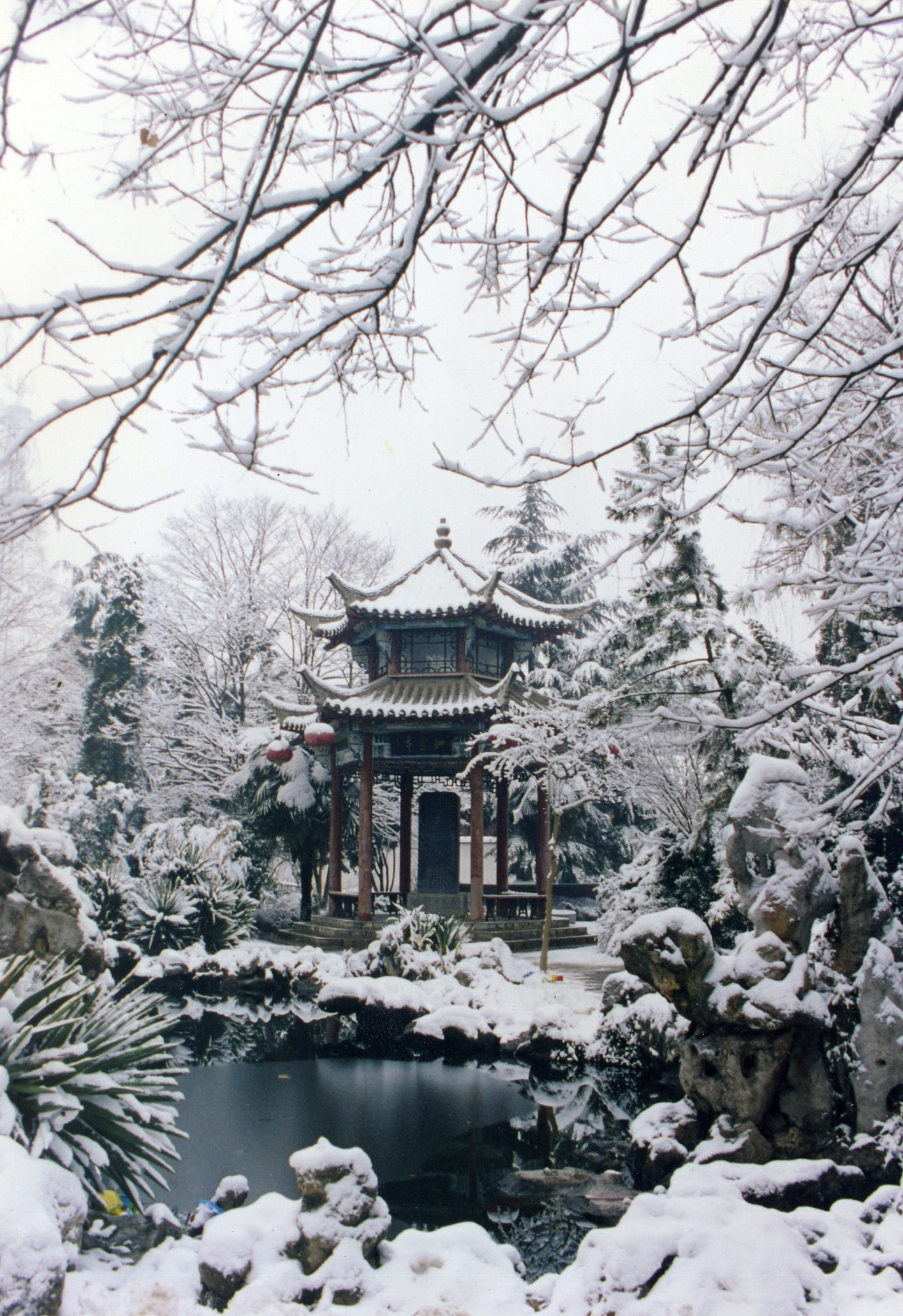
泗水亭雪景

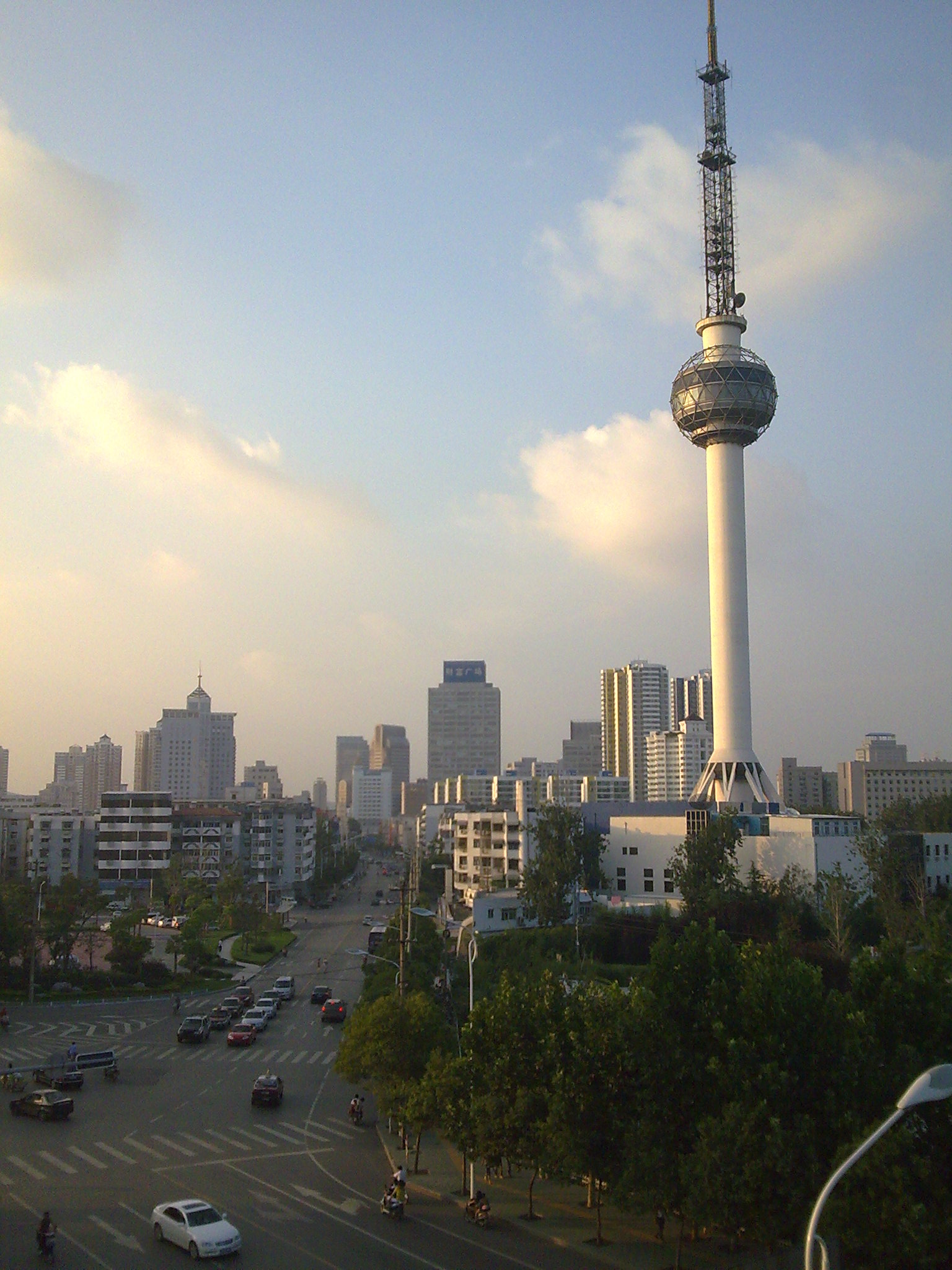
徐州电视塔

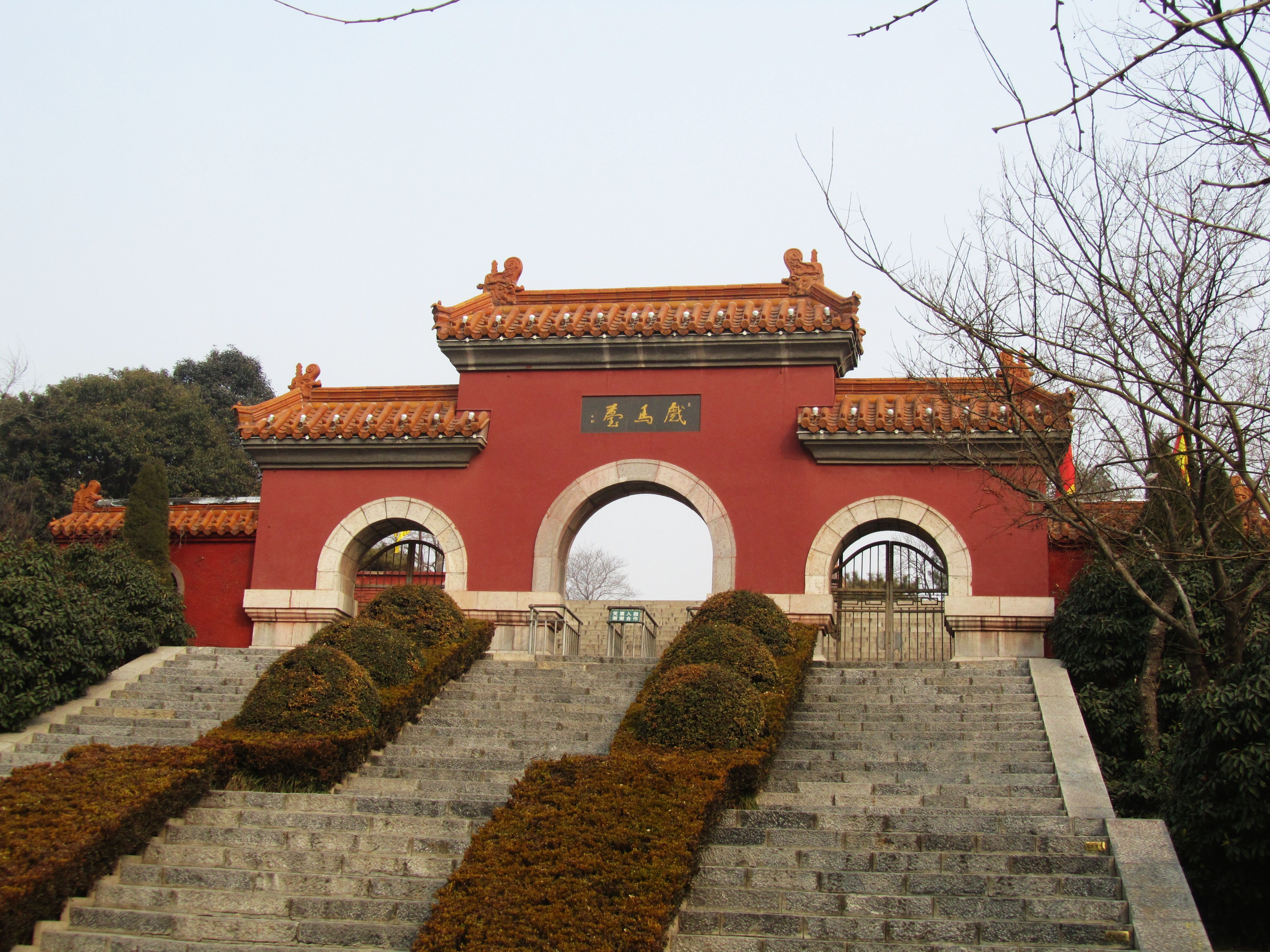
戏马台

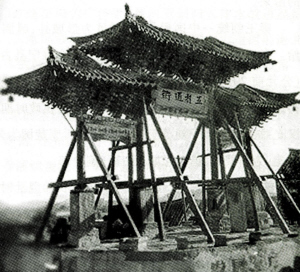
民國初年黃河故道「五省通衢」牌樓

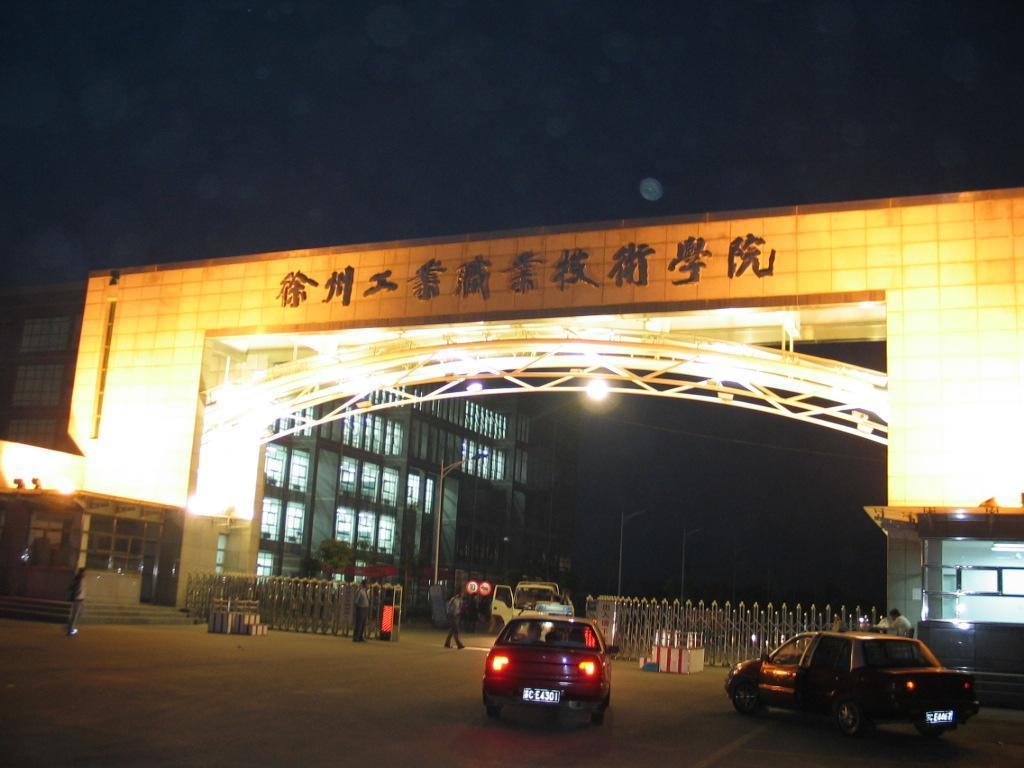
徐州工业职业技术学院

### 铁路
作为京沪之间重要的交通节点，徐州站是中国第二大铁路编组枢纽站，京沪线、陇海线两大铁路干线在徐州交叉。京沪高速铁路和徐兰客运专线也在徐州相交。徐州东站不仅是京沪高铁七大主要站区之一，也是陇海客运专线主要枢纽之一。徐兰客运专线徐州至郑州段于2012年底开工，于2017年7月9日全线开通。徐宿淮盐铁路于2015年12月28日全面开工建设，徐宿淮盐铁路西起徐州东站，经睢宁县、宿迁市、泗阳县、淮安市、阜宁县、建湖县，终至盐城站，正线全长316公里，项目总投资428亿元，设计行车时速为250公里，于2019年12月16日建成通车。徐连客运专线（陇海客运专线徐州-连云港段）、徐荷铁路等有关铁路建设项目也在积极推进中。

### 公路
徐州为苏、鲁、豫、皖四省要冲。5条国道、20条省道、6条高速公路在徐州纵横成网，2010年11月3日徐济高速公路（江苏段）正式通车后，徐州实现了所有县市均有高速公路联通，高速公路通车里程达350公里，长度居江苏省内第一，在中国地级市中位居前列。正在建设的高速公路还有徐明高速（徐州-明光）。

### 快速公路
主条目：徐州城市快速路
已建成通车高架快速路约33公里，分别为东三环、西三环和北三环高架快速路。2017年三季度计划开工建设共约20公里的城东大道和迎宾大道高架快速路，预计2018年底建成通车。已通车的快速道路还有总长23.7公里的徐贾（徐州-贾汪区）快速通道，正在建设徐沛（徐州-沛县）快速通道和徐萧（徐州-萧县）快速通道。

### 水运
京杭运河可通航。徐州京杭大运河港口是全国内河十大港口之一；万寨港是国家级内港；邳州港、双楼港、孟家沟港担负国家北煤南运的中转重任，是华东能源的重要集散地；徐州城内共有河流213条，其中已定级航道51条，总里程1065.2公里，其中国家级、省级航道各1条。2011年，徐州港亿吨大港改造工程开工，2014年徐州港共完成货物吞吐量9202万吨。

### 航空
徐州观音国际机场为国家一类航空港,民航班机可直通大阪、韩国、曼谷、香港、台北、高雄、广州、成都、昆明、哈尔滨、成都、深圳、厦门、大连、海口、武汉、重庆、长沙、三亚、乌鲁木齐、贵阳、太原、厦门等城市，徐州观音国际机场是江苏省三大机场之一。截至2020年，徐州观音国际机场共拥有两座航站楼：Terminal 1（国际航站楼），Terminal 2（国内航站楼）共计5.8万平方米。徐州观音国际机场是桂林航空和祥鹏航空的基地机场。此外，中国东方航空、中国南方航空、海南航空、上海航空、首都航空、泰国狮子航空、中华航空等世界各大航空公司在此通航。

### 城市轨道交通
徐州地铁于2019年9月28日正式开通运营，目前有1号线、2号线、3号线运营中，总线路长度64.1公里。车资以里程计价，票价2-6元，日均客流量约18万人次。徐州地铁1号线开行徐州东站↔路窝，全程21.97km，40分钟。其中，彭城广场、徐州火车站、庆丰路等站点客流量较大。徐州地铁2号线于2020年11月开通，开行客运北站↔新城区东，全程24.25km，45分钟，经由彭城广场、江苏师范大学云龙校区、市行政中心。徐州地铁3号线（高新区南↔下淀，经由徐州火车站、江苏师范大学泉山校区和中国矿业大学文昌校区站），已于2021年6月开通运营。预计至2025年，徐州地铁4号线、徐州地铁5号线、徐州地铁6号线以及徐州地铁3号线（二期）将会开通运营。

## 经济
徐州市是江苏省煤炭工业基地，机械，矿业较为发达。主要行业有煤炭、电力、建材、冶金、机械、多晶硅、光伏、化工、纺织、食品、皮革、服装、电子仪表等。装备制造业非常发达，拥有世界工程机械第七位、中国第一位的企业徐工集团（XCMG），卡特彼勒(徐州)有限公司，利勃海尔机械（徐州）有限公司，徐工与蒂森克虏伯股份公司之合作公司罗特艾德回转支承有限公司，徐工与John Deere之合作公司徐州徐挖约翰迪尔机械制造有限公司.徐工与Meritor合资之徐州美驰车桥有限公司等一系列高水平装备制造业企业。
2021年GDP为8117.44亿元，增长8.7%，居江苏第6位，按常住人口计算的人均GDP89361.82元，高于全国平均水平。
| 区划名称 | 国内生产总值（亿元） | 占比（%） |
| -------- | -------------------- | --------- |
| 徐州市   | 4435.82              | 100.00    |
| 徐州市区 | 2641.76              | 59.56     |
| 新沂市   | 412.22               | 9.29      |
| 邳州市   | 599.14               | 13.51     |
| 睢宁县   | 360.16               | 8.12      |
| 丰县     | 281.78               | 6.35      |
| 沛县     | 495.37               | 11.17     |

- 徐州经济技术开发区，创建于1992年7月，1993年10月被江苏省人民政府批准为省级开发区，2010年3月被国务院批准为国家级经济技术开发区。下辖两镇和三个街道办事处，常住人口20多万。徐州经济技术开发区是徐州市新型工业化的主阵地和高新技术产业的集聚地，已培育发展了以工程机械和专用车辆为主的装备制造、以太能光伏和风能发电为主的新能源、以生产性物流和软件服务外包为主的现代服务业等三大主导产业以及工业电子、现代食品、生物制药、纺织服装等优势产业。装备制造已形成工程机械、矿山机械、建材机械、风电设备、节能燃控设备等五大系列200多个品种。
- 徐州国家高新技术产业开发区，原为铜山经济开发区，始建于1992年，1993年晋级为省级开发区，是苏北地区首家获得批准的省级开发区。2011年初，又被省政府批准为省级高新技术产业开发区。已于2012年8月19日正式晋升为国家级高新技术产业开发区。
- 中国矿业大学大学国家科技园，于2000年10月开始规划并启动建设，2002年7月被列入江苏省大学科技园建设计划，2006年10月被科技部、教育部认定为国家大学科技园，2012年3月被科技部、教育部评定为A类（优秀）国家大学科技园，成为江苏省唯一获此殊荣的国家大学科技园。

## 社會

### 人口
根据2020年第七次全国人口普查，全市常住人口为9,083,790人。同第六次全国人口普查的8,577,225人相比，十年共增加了506,565人，增长5.91%，年平均增长率为0.58%。其中，男性人口为4,579,072人，占总人口的50.41%；女性人口为4,504,718人，占总人口的49.59%。总人口性别比（以女性为100）为101.65。0－14岁的人口为2,031,308人，占总人口的22.36%；15－59岁的人口为5,280,046人，占总人口的58.13%；60岁及以上的人口为1,772,436人，占总人口的19.51%，其中65岁及以上的人口为1,337,126人，占总人口的14.72%。居住在城镇的人口为5,961,888人，占总人口的65.63%；居住在乡村的人口为3,121,902人，占总人口的34.37%。
2022年初全市常住人口902.85万人，其中男性人口455.12万人、女性人口447.73万人；0-14岁人口193.30万人、15-59岁人口529.13万人、60岁及以上人口180.42万人，65岁及以上人口140.6万人。全年人口出生率7.1‰、人口死亡率6.8‰、人口自然增长率0.3‰。新型城镇化建设步伐加快，年末常住人口城镇化率达66.2%、比上年提高0.6个百分点。年末全市户籍人口1035.29万。

### 民族
全市常住人口中，汉族人口为9,061,972人，占99.76%；各少数民族人口为21,818人，占0.24%。与2010年第六次全国人口普查相比，汉族人口增加497,041人，增长5.8%，占总人口比例下降0.1个百分点；各少数民族人口增加9,524人，增长77.47%，占总人口比例增加0.1个百分点。

### 文化
徐州市辖区大体属于中原官话徐淮片，其囊括了江苏省内中原官话的主要分布区，与江苏省中南部地区的江淮文化、吴文化等文化特征有所差异，由于历史上一直是区域中心城市，方言与地方文化与周边省市有些许的相似点又不相同，属于典型的北方中原文化区。除新沂沂河以东地区外，均属中原官话徐淮片徐州小片徐州方言。

### 教育
高等学校
- 中国矿业大学
- 江苏师范大学
- 徐州医科大学
- 徐州工程学院
- 中国人民解放军徐州空军学院
- 中国人民解放军工程兵指挥学院
- 江苏建筑职业技术学院
- 徐州工业职业技术学院
- 九州职业技术学院
- 徐州幼儿师范高等专科学校
- 徐州生物工程职业技术学院

中等学校
- 中国矿业大学附属中学
- 徐州市第一中学
- 徐州市第二中学
- 徐州市第三中学
- 徐州市高级中学
- 徐州市第十三中学
- 江苏师范大学附属中学
- 徐州市第三十七中学
- 徐州市第三十五中学
- 徐州市第五中学
- 徐州市第七中学
- 徐州市第三十一中学
- 徐州市贾汪中学
- 江苏师范大学附属实验学校
- 江苏省棠张中学
- 江苏省郑集中学
- 江苏省侯集中学
- 江苏省大许中学
- 江苏省王集中学
- 江苏省求知中学
- 江苏省运河中学
- 江苏省睢宁高级中学
- 江苏省睢宁文华中学
- 江苏省睢宁王集第二中学
- 沛县第一中学
- 江苏省丰县中学
- 丰县民族中学
- 大屯煤电公司第一中学

中等专业学校
- 徐州匯川中等專業學校

小學
- 民主路小學（建於1955年[25]）

## 旅遊

### 景點
- 苏堤、黄楼、戏马台、放鹤亭、快哉亭、云龙山
- 九里山、云龙湖、燕子楼、龟山汉墓、狮子山楚王陵
- 淮海战役陵园、歌风台、戚姬苑、微山湖

### 全国重点文物保护单位
- 漢楚王墓群
- 大墩子遗址
- 花厅遗址
- 徐州墓群
- 户部山古建筑群
- 刘林遗址
- 梁王城遗址

### 国家级非物质文化遗产
- 柳琴戏、徐州梆子、徐州琴书、徐州剪纸、邳州剪纸、徐州香包、丰县糖人贡、邳州纸塑狮子头、邳州跑竹马

### 饮食
- 韭黄
- 羊方藏鱼
- 鼋汁狗肉
- 辣汤
- 米线
- 羊肉泡馍
- 徐州烙馍
- 徐州烧烤
- 小孩酥糖
- 把子肉

## 友好城市
国外
| - 法國圣艾蒂安 - 美国纽瓦克 - 日本半田市 - 奥地利莱奥本 - 德国波鸿 - 乌克兰基洛沃格勒州 - 大丹德农市 - 俄羅斯梁赞 - 巴西奥萨斯库 - 井邑市 - 德国埃尔福特 |  | - 義大利兰恰诺 - 阿根廷马坦萨市 - 新西兰霍克湾大区 - 德国奥尔登堡 - 俄羅斯奥廖尔 - 瑞典东约特兰省北雪平市镇 - 加拿大圭尔夫 - 加拿大汉密尔顿 - 西班牙托莱多省托莱多 - 芬兰图尔库 - 埃及吉萨省 |  | - 秘魯卡涅特省 - 印度班加罗尔 - 瑞典北博滕省吕勒奥 - 巴西巴巴塞纳 - 阿根廷圣马丁市 - 波蘭罗兹省沃维奇 - 匈牙利埃尔德 - 德国克雷费尔德 - 加拿大布兰普顿 - 加拿大巴里 |  |  |

国内
- 辽宁抚顺市
- 陕西渭南市
- 山西晋城市
- 陕西铜川市
- 安徽合肥市
- 安徽淮北市
- 江苏无锡市
- 黑龙江哈尔滨市
- 新疆塔城市
- 甘肃平凉市
- 安徽蚌埠市
- 河南商丘市
- 湖南衡阳市
- 四川广元市

## 延伸阅读
[在维基数据编辑]
 《欽定古今圖書集成·方輿彙編·職方典·徐州部》，出自陈梦雷《古今圖書集成》
 《晉書·卷015》，出自房玄齡《晉書》